# Cattedrale dei Santi Pietro e Paolo (Abomey)
La cattedrale dei Santi Pietro e Paolo è la cattedrale di Abomey, capoluogo di 65.000 abitanti del dipartimento di Zou, nello stato del Benin.
La chiesa è sede della cattedra vescovile della diocesi di Abomey.